# تاردونا
تاردونا (به مجاری:  Tardona) یک منطقهٔ مسکونی در مجارستان است که در بورشود-آبااوی-زمپلن واقع شده‌است. تاردونا ۱۲٫۳ کیلومتر مربع مساحت و ۱٬۰۱۳ نفر جمعیت دارد.